# Emilio Grazioli
Emilio Grazioli, italijanski politik, * 26. oktober 1899, Zibido San Giacomo, † 15. junij 1969, Milano. 
Bil je italijanski okupacijski visoki komisar Ljubljanske pokrajine.